# Rootz Underground
Rootz Underground est un groupe de reggae jamaïcain formé en 2000. Leur premier album, Movement, sort en 2008. C'est un album de roots reggae, se démarquant ainsi de la vague new roots et dancehall que connait la Jamaïque depuis un certain temps. Le groupe est composé de :
- Stephen Newland (chant)
- Charles Lazarus (guitare solo)
- Jeffrey Moss-Solomon (guitare rythmique)
- Colin Young (basse)
- Paul Smith (clavier)
- Leon Campbell (batterie)

## Les débuts
Rootz Underground commence par faire de nombreux lives, principalement à Kingston, entre 2000 et 2005. Ils acquièrent ainsi une certaine notoriété grâce à leurs performances grandiose en live. 
Ils participent également à de célèbres festivals, notamment jamaïcains tels que le Reggae Sumfest ou Welcome to Jamrock.
Ils commencent à enregistrer leur premier album "Movement" dès 2005, celui-ci sort 3 ans après, en 2008. 
On y trouve 15 titres ponctués de 4 interludes, à savoir, dans l'ordre :
1. Rory At House Of Leo 1993 (interlude)
2. Time Is An Illusion
3. Victims Of The System
4. Bongo Arthur-Deep Underground (interlude)
5. Herb Fields
6. 20 Centuries
7. Hammer
8. Farming
9. In The Jungle
10. Special Place
11. Orange Sun Plays Outro (interlude)
12. Riverstone
13. Climbing The Rootz (interlude)
14. In My Hut
15. Rain
16. When I Go
17. Corners Of My Mind
18. How Much Longer
19. In The Jungle Remix

Le 6 octobre 2009, le groupe joue en première partie de Danakil à l'Olympia à Paris.
Le groupe va suivre Danakil lors de leurs tournée.
Continuant de live en live à imposer leurs rythmes reggae toujours plus entraînants et performants.
En 2010, ils sortent leur deuxième album, "Gravity". Avril-Mail 2010 : tournée européenne
juillet 2010 : en concert au Sumerjam à Cologne (Allemagne).
Le 18 mars 2011 : Première partie de Danakil au Zénith de Paris. C'est une grosse réussite !
Leur troisième album studio, "Return Of The Righteous", est disponible sur le site du groupe le 9 octobre 2014 et sort en physique au printemps 2015.